# Los Guaraníes
Los Guaraníes es un grupo cordobés de folclore argentino formado en junio de 1994.
Trayectoria
Los Fundadores de la primera formación fue en el año 1994,
Carlos Striglio (voz y guitarra), Cristian Osés (bajo) Martín Rodríguez (1ra guitarra) y sapucay, todos Cordobeses, exintegrantes del grupo Guaranday porá 
En agosto de 1994 se incorpora Daniel Campos (voz), hijo de Tomás 
"Tutú" integrante de Los Cantores del Alba, padrino artístico del grupo
A fines del mismo año se integra Damián Niffeler (acordeón), un instrumento que logra ser el sonido característico de Los Guaraníes.
En el año 1995 bajo el sello Proel, editan su primer trabajo discográfico titulado El alma joven del sapucay, un disco con características tradicionalistas y un repertorio compuesto exclusivamente de música del litoral, Recorrieron peñas y festivales de la provincia de Córdoba y gran parte de los festivales del país, Cosquín, Jesús María, por citar algunos... 
En 1997, Carlos Striglio, sígue su camino como solista y en el año 2000, funda al Dúo GUAYACÁN, Con Dardo Valerio (Salteño)
Fabián "Negro" Medina reemplaza a Carlos en la voz.
Fabián,es una de las voces actualmente en Los Guaraníes 
En 1998, Carlos Striglio, lo contacta Daniel Campos con Ariel Aragón.
En ese entonces, Carlos y Ariel hacían dúo (Los Viajeros)
Carlos y Ariel, proponen y muestran los temas del joven compositor Tucumano de Monteros, a Daniel Campos, y sus temas, aceptados con agrado, por todos los integrantes, le dán una renovación de repertorio y estilo musical, Así incorporan canciones melódicas,zambas y chacareras, pero en su totalidad inéditas. Con el nuevo cambio, llegó la incorporación de un nuevo instrumento, "la batería" ejecutada en aquel momento por Pablo Cruz.
Luego de grabar un demo con temas inéditos, éste fue presentado al conocido periodista Rony Vargas,abriéndose nuevos horizontes para el grupo.
Así en 1999 graban el trabajo discográfico llamado Los Guaraníes editado por el sello Warner Music
Este compacto incluye temas de Roberto Ternán, como Hasta el cansancio, Aquella noche de tu partida, Saltita y Pedime que vuelva.
En el 2000 llega su tercer material discográfico titulado La Promesa, con la participación de Tomás Tutú Campos en la canción No Volveré.
En el 2001 logran el premio Revelación en el Festival Nacional de la Doma y el Folclore de Jesús María,Al año siguiente obtienen la Consagración en el mismo festival.
Su cuarto Material discográfico comienzan a grabarlo a mediados de 2001. La característica distintiva del disco es que todos los temas que lo conforman eran inéditos. Además incluyen temas propios como Tu aroma, Tienes que continuar y Carbonilla y la inolvidable canción dedicada a Tomás Tutú Campos, quien fallece ese mismo año, con el tema  Tutú el último cantor.
En el mes de julio de 2002 se desvincula del grupo uno de los cantantes, Fabián Medina, e ingresa en su reemplazo Luis Ignacio Prado, (Nacho).
En el mes de agosto de 2003 comienzan a grabar su quinto material discográfico, denominado Pasiones, para la empresa Universal Music, integrando temas como Lamento mataco, Tocámelo una chacarera, Mire lo que hace una zamba de los legendarios Cantores del Alba, una zamba del Chango Rodríguez,De Simoca y otros temas inéditos de distintos ritmos. Incluyen el tema ganador del Festival Cosquín de la Canción 2003 Agua de mar.
Su sexto material discográfico es grabado en el mes de agosto de 2004 bajo el sello de Universal Music saliendo a la venta en octubre del mismo año. El compacto incluye temas consagrados como Zamba de amor y mar, Canción para una mentira, Ruega por nosotros y mantiene la línea con temas propios de diferentes ritmos.
En el año 2005 graban su séptimo material Sentimientos, un disco doble, bajo el sello Universal Music, incluyendo 20 temas con ritmos variados.
En el disco número 1 llamado Sentimientos incluyen 10 temas inéditos como Caminos cruzados (Paz Martínez), Piel a piel (Quique Ponce), Carpero soy (Carlos Sánchez), Estrella fugaz (Chango Nieto y Roberto Ternán) y varios temas de autoría propia.
En el disco número 2 llamado Como lo soñó papá es un homenaje de Daniel Campos a su padre Tomás Tutú Campos y al grupo Los Cantores del Alba, se trabajó sobre la base de lo que quería escuchar el público, así que de 600 temas más de 300 éxitos, se eligen 10 hermosos temas en los cuales se encuentran mexicanos como Yo, el aventurero (Paco Michel), serenatas como El otoño y mi tristeza (Pantaleón / Vaca), Serenata para una flor (Pantaleón) y temas no tan conocidos como Blanca Azucena (popular tradicional), entre otros, completando el disco con zamba, chacarera y valses.
En invierno de 2006 Los Guaraníes graban un DVD para la prensa, con el contenido de videoclips, acústicos y en vivo.
El 18 de mayo de 2007, Los Guaraníes graban en el Teatro Real su octavo CD, con dos funciones a sala completa, bajo el sello de Universal llamado Los Guaraníes en concierto, realizando también el DVD del mismo.
En marzo de 2009,  Daniel Campos y Nacho Prado se separan de Los Guaraníes para comenzar una nueva etapa como dúo grabando su primer material discográfico titulado "Nuestra Historia". En junio del mismo año, tras la desvinculación de los cantantes, retorna la voz de Fabián Medina y se incorpora el cantante Alejandro Ontiveros (tenor sanjuanino). Cabe destacar que también en 2009 el grupo celebra sus 15 años de trayectoria musical en la explanada del Buen Pastor de la ciudad de Córdoba, ante la mirada de más de 8 mil personas.
El 26 de octubre de 2010 es la fecha destinada a la presentación de un nuevo disco denominado "Misterios", 14 temas como Soñadora del Carnaval, La Saeta, Anda en la Luna y el  Huayno Adiós Amor y otros de su autoría propia comprenden este nuevo material.
Después de una intensa gira de presentaciones en todo el país y alrededores presentando "Misterios", a mediados de 2011 ingresan nuevamente al estudio para grabar el material sucesor de "Misterios". Así es como en 2012 finalmente ve la luz "Placeres", placa que cuenta con la producción de Pelusa Navarro, que a su vez llevó a Los Guaraníes a ampliar más su repertorio incorporando nuevos ritmos. De este disco se destacan temas como "Até el caballo al palenque", "América" y "México lindo y querido" entre otras.
Actualmente, el conjunto se encuentra celebrando 20 años de carrera. Dicho festejo tuvo lugar en el Teatro Real de la ciudad de Córdoba y fue grabado para después editarse en CD y DVD bajo el título "Placer Real: 20 años en vivo". Cabe aclarar que fue en este mismo lugar donde sucedió otro evento parecido (y otro disco en vivo) anteriormente en 2007, "Los Guaranies en concierto", y que, desde hace tiempo se producen, se venden y se representan por sí mismos. Cristian Oses, Martín Rodríguez y Damián Niffeler son los responsables directos del grupo en todos sus movimientos.

## Discografía

### «La Malagueña» (1994)
1. La malagueña
2. Canción de la pobre juana
3. Mi nidito
4. Pájaro campana
5. Pájaro chogüí
6. Los guaraníes
7. P’al chamigo pardo
8. Sargento Cabral
9. Arisco
10. Vivencia del litoral

### «Los Guaraníes» (1999)
1. Hasta el cansancio
2. Eclipse del alma
3. Aquella noche de tu partida
4. Amor de fuego
5. Chorrito
6. Volver, volver
7. Pedime que vuelva
8. Hasta que te conocí
9. Saltita
10. No pretendo
11. Fue y será
12. No vale la pena
13. Ansiedad
14. Extrañándote
15. En víspera de amar
16. Aquella noche de tu partida

### «La Promesa» (2000)
1. Amor de adolescente
2. Guitarra de Córdoba
3. No te olvides de mi corazón
4. Los últimos cerrojos
5. Serenata otoñal
6. Cosquín, tu recuerdo
7. Picaflor
8. Rioja en mi piel
9. Quisiera
10. Hallarte para perderte
11. Zambita carpera
12. Con tal de que nunca me dejes
13. No volveré

### «Lo que ayer soñamos» (2002)*
1. Una historia de amor como antes (canción)
2. Alguito me guardo (chacarera)
3. Tres besos (canción)
4. Tu aroma (chacarera)
5. Amor sagrado (canción
6. Escondidos (escondido)
7. Gota a gota (canción)
8. Quién diría (huayno)
9. Vuelve a mí (canción)
10. Tutú, el último cantor (zamba)
11. Carbonilla (vals)
12. Te espero (canción)
13. Yo soy tu voz (zamba)
14. Río coplero (chacarera)
15. Tienes que continuar (canción)
16. Cinco sentidos (huayno)

*De este disco se editaron dos versiones: la primera, editada por Universal Music (más arriba citada) y la segunda, editada por el sello MyM (Música y Marketing). Ésta edición en particular, tiene un arte distinto, cambia el orden de algunas canciones e incluye una versión de "Cinco Sentidos" en portugués en reemplazo de la canción "Una Historia De Amor Como Antes"

### «Pasiones» (2003)
1. Tierra prohibida (canción)
2. Tocámelo una chacarera (chacarera)
3. Lunita (huaino)
4. Noche azul (canción)
5. Dos ojitos negros (aire de chacarera)
6. Lamento mataco (retumbo)
7. De Simoca (zamba)
8. Sueña (huayno)
9. Canción nocturna para Taiel (canción)
10. Del dicho al hecho (chacarera)
11. Hoy todo ha terminado (vals)
12. Su beso (huayno)
13. Que nunca falte esta zamba (zamba)
14. Agua de mar (canción)

### «Tiempos» (2004)
1. Zamba de amor y mar (zamba)
2. Soy aquel que ama tu nombre (canción)
3. Canción a monte quemado (retumbo)
4. Para que me habrás mirado (chacarera)
5. Ruega por nosotros (songo azteco)
6. Al jardín de la República (zamba carpera)
7. Mama vieja (zamba)
8. Canción para una mentira (canción)
9. De carnaval en carnaval (bailecito)
10. Pampa de los guanacos (chacarera)
11. Juan del gualeyan (chamarrita)
12. Dejame (zamba)
13. Por la ruta del amor (huaino)
14. Zamba del negro alegre (zamba carpera)

### «Sentimientos» (CD Doble, en 2005)

#### Disco 1: «Sentimientos»
1. Caminos cruzados (canción)
2. Estrella fugaz (chacarera)
3. Piel a piel (zamba)
4. Carpero soy (zamba)
5. Para que la quise tanto (chacarera)
6. De que manera (canción)
7. Niña mujer (zamba)
8. Así soy feliz (chacarera)
9. Luz de luna (canción)
10. Mala hierba (rasguido mexicano)

#### Disco 2: «Como lo soñó papá»
1. Yo, el aventurero (corrido mexicano)
2. El otoño y mi tristeza (serenata)
3. Adoración (vals)
4. Yo me siento culpable (bolero)
5. El payo Solá (zamba)
6. Serenata para una flor (serenata)
7. Siempre estoy chacarereando (chacarera)
8. Que allí se quede (bolero)
9. Blanca azucena (vidala)
10. A orillitas del río (polca)

### «En concierto» (2007, grabado en vivo)
1. Zamba del negro Alegre
2. Lamento mataco
3. Tutú, el último cantor
4. Cordobés yo soy
5. Rioja en mi piel
6. Aquella noche de tu partida
7. Ende que te vi
8. Serenata otoñal
9. Tocámelo una chacarera
10. Caminos cruzados (con Luis Jara)
11. Mañana (con Luis Jara)
12. Volver, volver
13. La malagueña
14. Al jardín de la República
15. Hasta el cansancio

### «Misterio» (2010)
1. Como ninguna
2. La saeta
3. Anda en la luna
4. La gauchita
5. San Juan por mi sangre
6. Adiós amor
7. Te entrego mi mundo
8. Ay Jalisco no te rajes
9. Amor escondido
10. Corazón de monte
11. Soñadora del carnaval
12. Vieja chaya
13. Esclavo y amo
14. La copa robada

### «Placeres» (2012)
1. Zamba
2. Até el caballo al palenque
3. América
4. Mentira
5. México lindo y querido
6. Canción de Agosto
7. La Telesita
8. Reina de mis amores
9. Como son las cosas
10. La chicharra cantora
11. La noche de tu adiós
12. Esclavo de tu piel
13. A orillas del Río Dulce
14. Si volviera a nacer

### «Placer Real: 20 años en vivo» (2014, grabado en vivo)
1. Presentación/Anda en la luna
2. América
3. Zamba
4. La chicharra cantora
5. La saeta
6. Es mentira
7. Reina de mis amores
8. Un poquito de tu corazón
9. Ay Jalisco no te rajes
10. Baladas Mix: Dos palabras/Amor sagrado/Luz de luna/Como son las cosas
11. Zamba de amor y mar
12. Corazón sentido
13. Tú y nadie más que tú
14. Zambas Mix: Mama vieja/De Simoca/Zamba del Negro Alegre/Al Jardín de la República
15. Chacareras Mix: Siempre estoy chacarereando/Pampa de los Guanacos
16. Hasta el cansancio
17. Yo, el aventurero